# Marcetia bahiensis
Marcetia bahiensis là một loài thực vật có hoa trong họ Mua. Loài này được (Brade & Markgr.) Wurdack mô tả khoa học đầu tiên năm 1983.